# Megophrys lekaguli
Megophrys lekaguli es una especie de anfibio anuro de la familia Megophryidae.

## Distribución geográfica  yhábitat
Es endémica del este-sur de Tailandia. Su rango altitudinal oscila entre 600 y 1000 m s. n. m..

## Estado de conservación
Se encuentra amenazada de extinción por la pérdida de su hábitat natural.